# Tortula inermis
Espèce
Synonymes
- Syntrichia inermis (Brid.) Bruch (préféré par BioLib)[2]
- Syntrichia inermis (Brid.) Bruch[3]
- Syntrichia subulata var. inermis Brid.[3]
- Tortula inermis (Brid.) Mont.[2]

Tortula inermis est une espèce de mousses de la famille des Pottiaceae.

## Liste des variétés
Selon Tropicos (16 novembre 2018) :
- variété Tortula inermis var. submarginata Schiffn.